# Eooxylides tharis
Eooxylides tharis is een vlinder uit de familie van de Lycaenidae. De wetenschappelijke naam van de soort is voor het eerst geldig gepubliceerd in 1837 door Geyer.